# 乳霜
乳霜是一种通常用于皮肤的外用制剂。也有用于其他粘膜如直肠或阴道的霜。乳霜通常被认为是一种药剂产品，因为即使是用作化妆品的護膚霜也同样基于药学开发的技术，并且不作为药物使用的乳霜也可能需要用于各种不同的皮肤条件。指尖单位概念可以指导使用者确定在覆盖不同地方的皮肤时需要使用多少乳霜。